# Neurofisiología básica
La neurofisiología básica o neurofisiología experimental es la rama de la neurofisiología cuyo objetivo principal es abordar los temas neurocientíficos por medio de sensaciones de contacto. Es la parte de la fisiología que estudia el sistema nervioso, siendo la fisiología la ciencia biológica que estudia la dinámica de los organismos vivos. En la práctica, estudia la dinámica de la actividad bioeléctrica del sistema nervioso.
- Datos: Q6041281